# Aaron Copland
Aaron Copland (New York, 14. studenog 1900. – Westchester, 2. prosinca 1990.), američki skladatelj i dirigent.
Svojim skladbama i teorijskim tekstovima forsirao je učenike N. Boulangera da razvijaju vlastitu samostalnu i modernu američku glazbu to spajajući elemente klasične europske glazbe s elemetima jazza i američkog folklora. 
Za svoj balet "Appalachian Spring" dobio je 1945. godine Pulitzerovu nagradu.

## Odabrana djela
- Scherzo Humoristique: The Cat and the Mouse  (1920)
- Four Motets (1922)
- Passacaglia (glasovir solo) (1922)
- Symphony for Organ and Orchestra (1924)
- Music for the Theater (1925)
- Dance Symphony (1925)
- Concerto for Piano and Orchestra (1926)
- Symphonic Ode (1927-1929)
- Piano Variations (1930)
- Grohg (1925/32) (balet)
- Short Symphony  (1931-33)
- Statements for orchestra (1932-35) (druga simfonija)
- The Second Hurricane, play-opera za srednjoškolski orkestar (1936)
- El Salón México (1936)
- Billy the Kid (1938) (balet)
- Quiet City (1940)
- Our Town  (1940) (film)
- Piano Sonata (1939-41)
- An Outdoor Overture (1941), pisana za američke srednjoškolske orkestre
- Fanfare for the Common Man (1942)
- Lincoln Portrait (1942)
- Rodeo (1942) (balet)
- Danzon Cubano (1942)
- Music for the Movies (1942)
- Sonata for violin and piano (1943)
- Appalachian Spring (1944) (balet)
- Symphony No. 3 (1944-1946) (treća simfonija)
- In the Beginning (1947)
- The Red Pony (1948)
- Clarinet Concerto ("opunomoćen" sa strane Benny Goodmana) (1947-1948)
- Twelve Poems of Emily Dickinson (1950)
- Piano Quartet (1950)
- Old American Songs (1952)
- The Tender Land (1954) (opera)
- Canticle of Freedom (1955)
- Orchestral Variations (1957) (orkestracija varijacija za glasovir)
- Piano Fantasy (1957)
- Dance Panels (1959; nadopunjeno 1962) (balet)
- Connotations For Orchestra (1962)
- Down A Country Lane (1962)
- Music for a Great City (1964) (bazirano na glazbi iz filma Something Wild (film iz 1961. godine )
- Emblems, za puhači orkestar (1964)
- Inscape (1967)
- Duo for flute and piano (1971)
- Three Latin American Sketches (1972)